# استفانی زاکارک
استفانی زاکارک (انگلیسی: Stephanie Zacharek؛ زادهٔ ۱ ژانویهٔ ۱۹۶۳) نقد فیلم، روزنامه‌نگار، پدیدآور اهل ایالات متحده آمریکا است.